# أنتوني هيل (لاعب إسكواش)
أنتوني هيل (بالإنجليزية: Anthony Hill)‏ هو لاعب إسكواش أسترالي، ولد في 9 يونيو 1969 في ملبورن في أستراليا.

## وصلات خارجية
- أنتوني هيل على موقع SquashInfo.com (الإنجليزية)